# Canal de Cloquet
Pour les articles homonymes, voir Cloquet.

Vue schématique de l’œil humain.

Le canal de Cloquet, canal hyaloïde ou canal hyaloïdien dans la nomenclature anatomique, est un petit canal transparent, résidu embryonnaire de l’œil, qui part du point aveugle, traverse le corps vitré pour rejoindre la face postérieure du cristallin au niveau de l'espace de Berger.
Son nom est dû au médecin français Jules Germain Cloquet qui l'a décrit (l'Allemand Benedict Stilling fit simultanément la même découverte).

## Formation
Lors de l'organogenèse, les deux vésicules optiques (en) se forment vers le 14e jour de gestation chez l'homme à partir d'évaginations latérales du tube neural antérieur lui-même formé à partir de l'ectoderme neural.
Tout en restant rattachée au télencéphale par le pédoncule optique (en), chaque vésicule optique se projette vers la surface ectodermique où elle induit la formation de placode cristalline. Il se produit alors une invagination des placodes cristallines pour former le cristallin.
Chaque pédoncule optique présente en position ventrale une fente dite « fente optique » ou « fissure optique » où passe l'artère hyaloïdienne ou hyaloïde, branche de l'artère ophtalmique, qui va alimenter le cristallin. La veine hyaloïdienne ou hyaloïde suit le même développement.
La fermeture de la fente optique du pédoncule optique se produit au cours de la 7e semaine de développement. L'ancien pédoncule optique donne alors le nerf optique. En même temps l'artère hyaloïde régresse dans sa partie distale dans la mesure où le cristallin devient indépendant de l'approvisionnement en sang. Sa partie proximale devient l'artère centrale de la rétine. La régression de l'artère hyaloïde laisse une zone centrale claire à travers le corps vitré, appelé le « canal de Cloquet ».
Une régression imparfaite de l’artère hyaloïdienne aboutit à un certain nombre de pathologies dont les myodésopsies (corps flottants).